# Labud Dragić
Labud Dragić (serbisch-kyrillisch Лабуд Драгић; * 24. Oktober 1954 in Ljevišta, Jugoslawien) ist ein serbischer Schriftsteller montenegrinischer Herkunft.

## Leben
Labud Dragić wurde in einem kleinen Dorf des oberen Morača Hochlands der montenegrinischen Opština Kolašin geboren. Er maturierte 1973 in Sarajevo und absolvierte danach ein Studium der Literaturwissenschaft mit Schwerpunkt Literaturtheorie an der Philologischen Fakultät der Universität Belgrad, das er 1979 mit Diplom beendete. Der Schriftsteller lebt in Belgrad.
Seine Texte wurden bisher in zahlreichen Literaturzeitschriften und anderen Printmedien wie zum Beispiel Polja (Serbisch: Felder), Književna reč (Literarisches Wort), Nova Zora (Neu Zora), Trag (Spur) und der serbischsprachigen Toronto News veröffentlicht. Im Jahre 2017 erhielt er für seinen Roman Kukavičja pilad (Kuckucksküken) den Isidora-Sekulić-Preis, den Momo-Kapor-Preis, den Svetozar-Ćorović-Preis und den Preis Siegel der Zeit für Wissenschaft und Sozialtheorie (Pečat vremena za nauku i društvenu teoriju) der Zeitschrift Pečat. Die Geschichte und das Schicksal der Romanfiguren handelt zur Zeit des letzten montenegrinischen Königs Nikola gegen Ende des Ersten Weltkriegs. Der Buchtitel hat eine metaphorische Ebene: das serbische Wort Kuckuck kann synonym Feigling bedeuten.

## Werke
- Koji nemaju pečata: pripovetke (Diejenigen, die keinen Stempel haben; Kurzgeschichten), Belgrad 1985.
- Sram u katedrali: pripovetke (Schande in der Kathedrale; Kurzgeschichten) ISBN 86-09-00280-2.
- Dolinom senki (Talschatten; Roman), Titograd 1994, ISBN 86-487-0002-7.
- Divlji anđeo (Wilder Engel; Kurzgeschichten), Prosveta, Belgrad 1999.[13]
- Krv i voda (Blut und Wasser; Roman), Belgrad 2007,  ISBN 978-86-17-15035-6.
- Kukavičja pilad (Kuckucksküken; Roman), Belgrad 2016, ISBN 978-86-379-1328-3.[14]